# Ernest Hussenot
Pour les articles homonymes, voir Hussenot.
Ernest Hussenot, nom de naissance Ernest-Joseph Hussenot, (né en 1833 à Metz et mort en 1883 à Versailles) est un militaire et dessinateur français connu, notamment, pour son Album des deux sièges de Paris, 1870-1871, croquis militaires. Capitaine de l'armée versaillaise, il a réalisé ces dessins lors d'une mission d'espionnage qu'on lui avait confiée dans les zones tenues par des communards, mission qui lui vaudra d'être reçu chevalier de la légion d'honneur. 
Il est le fils du peintre Auguste Hussenot et le frère du peintre Joseph Hussenot.

## Biographie
Ernest-Joseph Hussenot est né le 15 mai 1833 à Metz. Il apprend le dessin dans l'atelier de son père Auguste Hussenot. Vers 1869, il se présente au concours ouvert pour le poste de professeur de dessin à l'École régimentaire du génie de Montpellier. Il obtient la place devant de nombreux candidats.
Lorsque débute la Guerre franco-allemande de 1870, il est auxiliaire du génie à Paris, attaché au dépôt des fortifications comme dessinateur, où il avait demandé à être envoyé. Il participe à la défense de la ville durant le premier siège. Lors de la Commune de Paris, il rejoint l'armée de Versailles, il est envoyé, déguisé, comme observateur dans la ville pour informer ses chefs sur les positions et l'armement des communards. C'est durant de cette période qu'il réalise de nombreux dessins qui seront réunis en 1872 dans un recueil intitulé Album des deux sièges de Paris 1870-1871.

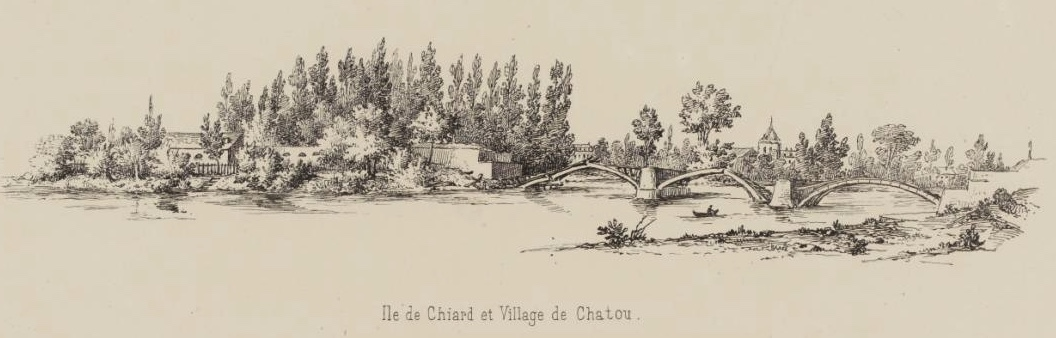
L'ile de Chiard, le village de Chatou et le pont du chemin de fer, en 1871. Dessin de Hussenot.

Après ces évènements, il reprend son poste de professeur à Montpellier, mais il ne parvient pas à se remettre de difficultés de santé apparues durant la guerre et meurt le 3 août 1883 à Versailles.

## Publication
- Album des deux sièges de Paris, 1870-1871, croquis militaires, par Ernest Hussenot,, Paris, E. Lejeune, 1872, In-folio oblong relié in-4° , 5 p. de text (lire en ligne).
  - Album des deux sièges de Paris, 1870-1871, croquis militaires, par Ernest Hussenot, (Le présent ouvrage s'inscrit dans une politique de conservation patrimoniale des ouvrages de la littérature Française mise en place avec la BNF. HACHETTE LIVRE et la BNF proposent ainsi un catalogue de titres indisponibles, la BNF ayant numérisé ces œuvres et HACHETTE LIVRE les imprimant à la demande.), Hachette Livre - BNF, coll. « Histoire de l'Europe », 1er octobre 2016 (1re éd. 1872), 178 p. (ISBN 9782019581794, présentation en ligne).

## Distinction
- 27 juillet 1871, chevalier de l'Ordre national de la Légion d'honneur[3].